# Napad na Taranto
Napad na Taranto izvele su snage britanske ratne mornarice na talijansku pomorsku bazu Taranto 12. studenog 1940. godine. Bio je to prvi takav napad nosača zrakoplova na flotu u pomorskoj bazi u povijesti ratovanja. Operacija je bila potpuni uspjeh i uvelike je nadahnula mnogo veći japanski napad na Pearl Harbour.

## Uvod
Uloga zrakoplovstva u modernom pomorskom ratu svakim je danom bila sve veća, a jedan od njenih najvećih stručnjaka je bio kontraadmiral Lumley Lyster koji je već 1938. godine počeo razrađivati plan zrakoplovnog napada na talijansku flotu u njezinoj bazi. Sakupljavši podatke i iskustva Britanci su osmislili i razradili prvi napad zrakoplova na neprijateljsku luku s nosača u povijesti. 
Operacija se trebala izvršiti 21. listopada (na obljetnicu 
trafalgarske bitke), ali je zbog tehničkih poteškoća određen 12. studenog 1940. kao konačni dan napada. 
Naime u to doba Velika Britanija je osjećala posljedice kroničnog nedostatka zrakoplova jer je bitka za Britaniju još bila u punom zamahu. Za napad na Taranto bila su određena dva nosača zrakoplova no na kraju je napad izvršio samo Illustrious.

## Tijek bitke
Britanci su prvo trebali neopaženi doći do same talijanske obale te tada izvršiti napad, a poslije napada neopaženo pobjeći iz radijusa djelovanja neprijateljskog zrakoplovstva. Nekoliko su puta u zadnji trenutak izbjegli otkrivanje. Zbog raznih nepredviđenih okolnost poput gubitka nekoliko letjelica tijekom plovidbe za noćni je napad ostao svega 21 zrakoplov tipa “Swordfish”. Tijekom noći u Taranto je uplovio još jedan bojni brod što je značilo da ih je trenutačno 6 u luci. 
U 20 sati grupa predvođena Illustriousom bila je na položaju s kojeg je trebao početi napad, 170 nautičkih milja zrakoplovi su trebali prevaliti sami. U 20.35 poletjela je prva grupa od 12 zrakoplova. Ubrzo nakon polijetanja ova se grupa zbog guste naoblake razbila u dvije od 8 odnosno 4 aparata što je ugrozilo brižljivo pripremani plan koji se zasnivao na usklađenosti. Nakon sat i pol leta zrakoplovi su se našli pred svojim ciljem. U 11 sati zrakoplovi za osvjetljenje ispustili su svjetleće bombe kako bi osvjetlili luku koja je potpuno nespremno i iznenađeno dočekala Britanski napad. Torpedni zrakoplovi krenuli su na bojne brodove koji su na njih otvorili strahovitu baražnu vatru no ipak su potopili bojni brod “Conte di Cavour” i jednim torpedom ošteteili “Dulio”, veliki i moderni bojni brod. Preostala 4 zrakoplova su bombama napali unutrašnji dio baze, krstarice i razarače. Zrakoplovi su se vraćali na svoj nosač, dok je drugi val već hitao prema luci, druga je grupa naime uzletjela 1 sat nakon prve s 8 letjelica. Po već izvršenom scenariju zrakoplovi su napali brodove i lučke komplekse. U ovom napadu teško je oštećen bojni brod “Littorio”, a “Dulio” je potopljen.  

## Posljedice
Ovaj napad dokazao je sve veći značaj zrakoplovstva u pomorskom ratu i još važnije za Britance, zadao težak udarac talijanskoj floti i moralu čije posljedice će se dugo osjećati na Mediteranu. 
Britanci su ovaj napad iskoristili i za dovođenje znatnih pojačanja na Kretu, Maltu, Grčku i Sjevernu Afriku, a svi ti konvoji prošli su bez gubitaka. Osim toga Kraljevska je mornarica ovim podvigom kupila mnogo vremena svojoj floti, olakšala joj položaj naspram sada znatno oslabljene i uzdrmane talijanske mornarice.

## Vanjske poveznice
- Battle of Taranto from Royal Navy's website  Arhivirana inačica izvorne stranice od 8. siječnja 2007. (Wayback Machine)
- La notte di Taranto - Plancia di Comando
- Battle of Taranto
- Order of battle

Sestrinski projekti
|  | Zajednički poslužitelj ima još gradiva o temi Napad na Taranto |